# An Yulong
Dans ce nom chinois, le nom de famille, An, précède le nom personnel.
An Yulong, né le 23 juillet 1978 dans la province du Jilin, est un patineur de vitesse sur piste courte chinois.
Lors des Jeux olympiques d'hiver de 1998 à Nagano il remporte la médaille d'argent sur 500 m et la médaille de bronze lors du relais sur 5 000 m. Quatre ans plus tard à Salt Lake City il remporte la médaille de bronze en relais. Il a également remporté trois titres mondiaux.

## Palmarès

### Jeux olympiques
- Médaillé d'argent olympique sur 500 m aux Jeux olympiques d'hiver de 1998 à Nagano ( Japon)
- Médaillé de bronze olympique en relais sur 5 000 m aux Jeux olympiques d'hiver de 1998 à Nagano ( Japon)
- Médaillé de bronze olympique en relais sur 5 000 m aux Jeux olympiques d'hiver de 2002 à Salt Lake City ( États-Unis)

### Championnats du monde
- Médaillé de bronze mondial en relais sur 5 000 m lors du championnats du monde 1998 à Vienne ( Autriche)
- Champion du monde en relais sur 5 000 m lors du championnats du monde 1999 à Sofia ( Bulgarie)
- Champion du monde par équipe lors du championnats du monde 1998 à Saint-Louis ( États-Unis)
- Champion du monde en relais sur 5 000 m lors du championnats du monde 2000 à Sheffield ( Angleterre)
- Champion du monde sur 1 000 m lors du championnats du monde 2000 à Sheffield ( Angleterre)
- Vice-champion du monde par équipe lors du championnats du monde 2001 à Nobeyama ( Japon)
- Médaillé de bronze mondial en relais sur 5 000 m lors du championnats du monde 2001 à Jeonju ( Corée du Sud)